# L'ombrello di Noè. Memorie e conversazioni sul teatro
L'ombrello di Noè. Memorie e conversazioni sul teatro è un'opera di Andrea Camilleri pubblicata nel 2002 dall'editore Rizzoli.

## Trama
(Andrea Camilleri, L'ombrello di Noè. Memorie e conversazioni sul teatro)
Ben poco può fare un ombrello quando diluvia ma almeno uno si illude di ripararsi dalla pioggia e così è il teatro che dona un'illusione di ripararsi dal diluvio della vita.
Il libro è una piccola storia del teatro italiano del '900 raccontata attraverso i ricordi di Camilleri. 
Prima di diventare l'autore di Montalbano, la vita di Camilleri è stata dedicata al teatro dove ha diretto drammi di Arthur Adamov, Beckett, Jean Genet, Pirandello, Shakespeare, e lavorando con Orazio Costa, Silvio D'Amico, e poi Pietro Sharoff, Eduardo, Peppino De Filippo, Titina De Filippo. 
Camilleri ha anche insegnato per lunghi anni all'Accademia Nazionale d'Arte Drammatica Silvio D'Amico e a lui si devono decine di regie teatrali, televisive, radiofoniche.
L'onda dei ricordi di Camilleri su tic, aneddoti, storie di tanti personaggi del teatro è accompagnata e tenuta a freno da un'intervista conversazione con Roberto Scarpa che guida lo scrittore attraverso le riflessioni di teoria teatrale e i suoi racconti.

## Edizioni
- Andrea Camilleri, L'ombrello di Noè. Memorie e conversazioni sul teatro, Milano, Rizzoli, 2002,  pagg.325.